# Denise Kingsmill
Pour les articles homonymes, voir Kingsmill.
Denise Patricia Byrne Kingsmill (née le 24 avril 1947) est une pair travailliste britannique depuis 2006 . Elle est auparavant avocate en droit des dommages corporels, des syndicats et du travail.

## Biographie
Elle est née en Nouvelle-Zélande et émigre au pays de Galles pendant son enfance. Elle fait ses études secondaires à Croesyceiliog. Elle est titulaire d'un diplôme en économie et en anthropologie du Girton College de Cambridge. 
Elle est vice-présidente de la Commission des monopoles et des fusions (plus tard connue sous le nom de Commission de la concurrence), qui mène des enquêtes sur les banques, les paquebots de croisière, la souscription d'actions, l'approvisionnement en énergie et d'autres sujets pendant son mandat. Elle est nommée en 1996, démissionnant en 2003 .
Elle défend des dossiers relatifs aux droits des femmes, tout en se spécialisant en droit du travail travaillant pour Peter Wood, fondateur de Direct Line et d'autres personnalités du monde des affaires. Elle mène deux enquêtes pour le gouvernement sur l'égalité des sexes et la gestion du capital humain .
Elle reçoit un CBE pour ses services rendus en droit de la concurrence et du travail lors des honneurs du Nouvel An 2000. Elle est créée baronne Kingsmill, de Holland Park dans le Borough royal de Kensington et Chelsea le 1er juin 2006.
Kingsmill reçoit cinq doctorats honorifiques d'universités d'Angleterre, d'Écosse et du Pays de Galles, dont un doctorat de l'Université de Cranfield en 2007 .
Elle occupe d'autres postes d'administrateur non exécutif et de conseil, notamment Laing O'Rourke, Royal Bank of Scotland et Telewest Communications.